# (27789) Astrakhan
(27789) Astrakhan est un astéroïde de la ceinture principale.

## Description
(27789) Astrakhan est un astéroïde de la ceinture principale. Il fut découvert le 23 janvier 1993 à La Silla par Eric Walter Elst. Il présente une orbite caractérisée par un demi-grand axe de 3,07 UA, une excentricité de 0,05 et une inclinaison de 10,4° par rapport à l'écliptique.

## Compléments